# Apache Formatting Objects Processor
Der Formatting Objects Processor (kurz: FOP) ist eine freie Java-Anwendung der Apache Software Foundation, die aus XSL-FO-Layout-Beschreibungen verschiedene Ausgabeformate erstellt. FOP wurde ursprünglich von James Tauber entwickelt, der FOP 1999 der Apache Software Foundation überantwortete.
FOP unterstützt dabei primär die Ausgabe als PDF. Weitere Ausgabeformate sind Java2D/AWT, AFP, PCL, MIF, PS, RTF, TIFF, PNG, SVG und TXT. Eine sofortige Ausgabe auf einem angeschlossenen Drucker sowie eine XML-Ausgabe des internen Strukturbaums sind ebenfalls möglich.
FOP ist neben Batik Teil des Apache-Projekts XML Graphics.

## Einschränkungen
Viele der mit XSL-FO 1.1 eingeführten Neuerungen wie Tabellenmarker, Indizes, Textfluss-Zuordnungen (flow-map) sind in FOP nicht implementiert. Einige Merkmale von XSL-FO wie beispielsweise das automatische Layout von Tabellen und Elemente außerhalb des normalen Textflusses (floats) sind ebenfalls nicht oder nur teilweise unterstützt.